# تيم سويني
تيم سويني (بالإنجليزية: Tim Sweeney)‏ هو لاعب كرة قاعدة أمريكي، ولد في 3 أغسطس 1980.